# Cheilosia ahenea
Cheilosia ahenea es una especie de sírfido. Se distribuyen por Europa.